# 科學轉化醫學
《科學轉化醫學》（英語：Science Translational Medicine、科學轉譯醫學）為一跨領域研究性質的醫學期刊，由美國科學促進會於2009年10月創辦。本期刊主要涵蓋對於人類疾病在基礎科學研究、轉化醫學研究、以及臨床研究等方面之報導與探討。 依據期刊引证报告，本期刊在2020年之影响因子為17.992。

## 外部連結
- 官方网站